# Distrikt Surcubamba
Der Distrikt Surcubamba liegt in der Provinz Tayacaja in der Region Huancavelica im Südwesten von Zentral-Peru. Der Distrikt entstand in den Gründungsjahren der Republik Peru. Er besitzt eine Fläche von 284 km². Beim Zensus 2017 wurden 4927 Einwohner gezählt. Im Jahr 1993 lag die Einwohnerzahl bei 5151, im Jahr 2007 bei 5112. Sitz der Distriktverwaltung ist die 2585 m hoch gelegene Ortschaft Surcubamba mit 674 Einwohnern (Stand 2017). Surcubamba befindet sich 40 km nordöstlich der Provinzhauptstadt Pampas. Im Westen des Distrikts am Ufer des Río Mantaro befindet sich das Wasserkraftwerk der Talsperre Cerro del Águila.

## Geographische Lage
Der Distrikt Surcubamba liegt in der peruanischen Zentralkordillere im Nordosten der Provinz Tayacaja. Der Distrikt liegt am rechten Flussufer des nach Norden strömenden Río Mantaro wenige Meter unterhalb der Einmündung des Río Huanchuy. Der Osten des Distrikts wird über den Río Paraiso nach Osten entwässert.
Der Distrikt Surcubamba grenzt im Süden an den Distrikt Andaymarca, im Westen an die Distrikte Quishuar, Salcabamba und Salcahuasi, im Norden an den Distrikt Pariahuanca (Provinz Huancayo), im Nordosten an den Distrikt Huachocolpa sowie im Südosten an den Distrikt Tintay Puncu.

## Ortschaften
Im Distrikt gibt es neben dem Hauptort folgende weitere größere Ortschaften:
- Bellavista (304 Einwohner)
- Jatuspata (232 Einwohner)
- Matara
- Paucarmarca (252 Einwohner)
- Pueblo Libre (212 Einwohner)
- Sachacoto (345 Einwohner)
- Socos (200 Einwohner)
- Vista Alegre (306 Einwohner)

## Im Distrikt Surcubamba geborene Persönlichkeiten
- Ciro Gálvez (* 1949), peruanischer Rechtsanwalt, Quechua-Lehrer, Schriftsteller, Komponist und Politiker